# جون أنسون
جون أنسون هو مصارع محترف كندي، ولد في 7 أبريل 1949 في فانكوفر في كندا.

## روابط خارجية
- جون أنسون على موقع CageMatch worker (الإنجليزية)